# Roader Car Company
Roader Car Company war ein US-amerikanischer Hersteller von Automobilen.

## Unternehmensgeschichte
Das Unternehmen wurde 1910 im Bundesstaat Maine gegründet. Der Sitz war aber in Brockton in Massachusetts. Ende 1910 begann die Produktion von Automobilen als Modelljahr 1911. Der Markenname lautete Roader. 1912 endete die Produktion.

## Fahrzeuge
1911 standen zwei Wagen im Sortiment. Das Model 20 hatte einen Vierzylindermotor mit 79,375 mm Bohrung und 107,95 mm Hub. Das ergab 2137 cm³ Hubraum und 20 PS Leistung. Das Fahrgestell hatte 236 cm Radstand. Der einzige Aufbau war ein Runabout mit zwei Sitzen. Das Model 30 hatte ebenfalls einen Vierzylindermotor, aber mit 101,6 mm Bohrung, 107,95 mm Hub und 3501 cm³ Hubraum. Er leistete 30 PS. Der Radstand betrug 264 cm. Das Fahrzeug war als  Roadster mit zwei Sitzen karosseriert.
1912 gab es eine Beschränkung auf ein Modell. Der anfängliche Plan, das Model 20 einzustellen, wurde nicht durchgeführt. Stattdessen entfiel das Model 30. Der Radstand war auf 267 cm verlängert worden. Zum zweisitzigen Runabout gesellte sich ein ebenfalls zweisitziger Runabout mit vorderen Türen.

## Modellübersicht
| Jahr | Modell   | Zylinder | Leistung (PS) | Radstand (cm) | Aufbau                                         |
| ---- | -------- | -------- | ------------- | ------------- | ---------------------------------------------- |
| 1911 | Model 20 | 4        | 20            | 236           | Runabout 2-sitzig                              |
| 1911 | Model 30 | 4        | 30            | 264           | Roadster 2-sitzig                              |
| 1912 | Model 20 | 4        | 20            | 267           | Runabout 2-sitzig, Fore-Door Runabout 2-sitzig |